# Petra Nesvačilová
Petra Nesvačilová, née le 2 décembre 1985 à Tábor (Tchécoslovaquie), est une actrice et réalisatrice tchèque.

## Filmographie

### Actrice
- 2007 : Skeletoni (court métrage) : Starostlivá zena
- 2007 : Nadmerné malickosti: Kukacky (téléfilm)
- 2007 : Demoiselles (Pusinky) : Vendula
- 2008 : Polibek na cestu (téléfilm) : Lucie
- 2008 : Frantisek je devkar : Natálie Holoubková
- 2008 : Generálka (court métrage)
- 2009 : Hodinu nevis : l'infirmière Markéta
- 2009 : Zoufalci (cs) : la secrétaire
- 2009 : Monopoly (court métrage) : Pavla
- 2010 : 3 plus 1 s Miroslavem Donutilem (cs) (série télévisée) : Mladá zena
- 2010 : Hráci (court métrage)
- 2011 : Capkovy kapsy (série télévisée) : Zdenicka
- 2012 : Kriminálka Andel (série télévisée)
- 2012 : Líbás jako dábel
- 2014 : Skoda lásky (série télévisée) : Petra
- 2014 : Nevinné lzi (série télévisée) : la documentaliste
- 2015 : Marguerite : soprano Nedda
- 2015 : Doktor Martin (série télévisée) : Hedvika Topinková
- 2016 : Moi, Olga Hepnarová (Já, Olga Hepnarová) de Petr Kazda et Tomás Weinreb : Iveta
- 2016 : Generace (court métrage)
- 2016 : I, Mattoni (série télévisée) : Mimi
- 2017 : Svet pod Hlavou (série télévisée)
- 2017 : Monstrum (téléfilm) : commissaire Klára
- 2018 : Dabing Street (série télévisée)
- 2018 : Úsmevy smutných muzu
- 2018 : Trash on Mars

### Réalisatrice
- 2011 : Prsty v medu mam (court métrage documentaire)
- 2016 : Helena's Law (documentaire)